# Christoph Semmler
Christoph Semmler (* 3. März 1980 in Wilhelmshaven) ist ein ehemaliger deutscher Fußballtorwart.

## Karriere
1997 wechselte Christoph Semmler als A-Jugendlicher von Holstein Kiel zu Borussia Mönchengladbach, wo er bis 2000 spielte. Danach wechselte er für eine Saison zu Schwarz-Weiß Essen. Nach einer Spielzeit erfolgte der Wechsel zum Rheydter SV, wo er wiederum ein Jahr spielte. Durch die Insolvenz des RSV Ende 2002 musste Semmler den Verein verlassen und wechselte im Januar 2003 zur SpVgg Germania Ratingen. Anschließend wurde er von der zweiten Mannschaft von Borussia Mönchengladbach verpflichtet. Im Jahr 2005 wechselte der Tormann schließlich zu Rot-Weiß Oberhausen. In seiner ersten Spielzeit absolvierte Semmler lediglich drei Spiele und stieg in diesem Jahr aus der Regionalliga Nord ab. In der kommenden Saison 2006/07 avancierte er zum Stammspieler und stieg wieder in die Regionalliga Nord auf. Wiederum ein Jahr später gelang ihm mit RWO der Aufstieg in die 2. Bundesliga, wo er am 17. August 2008 gegen TuS Koblenz sein Zweitligadebüt gab.
Am 14. Spieltag riss Semmler sich das hintere Kreuzband im Auswärtsspiel beim SV Wehen Wiesbaden. Nach fünfmonatiger Verletzung kehrte Semmler noch in der Saison 2008/09 zurück in den Trainingsbetrieb. Dennoch blieb er in dieser Saison ohne weiteren Einsatz. Früh in der Saison 2009/10 verletzte Semmler sich erneut. Nach viermonatiger Ausfallzeit kam er zurück und kam auch wieder zum Einsatz. Insgesamt bestritt Semmler in der Saison 2009/10 elf Ligaspiele. Sein im Sommer 2010 auslaufender Vertrag bei RW Oberhausen wurde nicht verlängert. Zur Saison 2010/11 wechselte Christoph Semmler zum portugiesischen Zweitligisten Belenenses Lissabon, wo er 26 Ligaspiele absolvierte.
Nachdem Semmler seinen Vertrag dort nicht verlängert hatte, gab der Wuppertaler SV am 18. Oktober 2011 die Verpflichtung Semmlers bekannt. Beim Wuppertaler SV erfolgte nach dem Rücktritt des Präsidenten Runge im Januar 2013, die Insolvenz im Sommer 2013, so dass Semmler den Wuppertaler SV verließ.
Ab Juli 2013 war Christoph Semmler Torwarttrainer im Jugendbereich (U-15 bis U-19) und der U-23 von Borussia Mönchengladbach. Er wechselte zur Saison 2018/19 zum belgischen Verein KAS Eupen und ist seit Anfang Januar 2020 Torwarttrainer bei Fortuna Düsseldorf.

## Erfolge
mit Rot-Weiß Oberhausen:
- Aufstieg in die Regionalliga Nord: 2006/07
- Aufstieg in die 2. Bundesliga: 2007/08

## Studium
Während seiner aktiven Zeit studierte Christoph Semmler von 2004 bis 2011 an der Deutschen Sporthochschule Köln. Im Oktober 2011 schloss er das Studium erfolgreich ab und ist somit Diplom Sportwissenschaftler.